# Fujiko Fujio
Fujiko Fujio (藤子不二雄) è lo pseudonimo adottato dalla celebre coppia di artisti Hiroshi Fujimoto (藤本 弘?, Fujimoto Hiroshi; Takaoka, 1º dicembre 1933 – Shinjuku, 23 settembre 1996) e
Motoo Abiko (安孫子 素雄?, Abiko Motoo; Himi, 10 marzo 1934 – Kawasaki, 7 aprile 2022).
I due autori sono però maggiormente conosciuti mediante i loro nomi d'arte; Hiroshi Fujimoto era infatti solito firmarsi Fujiko F. Fujio (藤子・F・不二雄?, Fujiko F Fujio), mentre Motoo Abiko come Fujiko Fujio (A) (藤子不二雄Ⓐ?, Fujiko Fujio Ⓐ).

## Biografia
Hiroshi Fujimoto e Motoo Abiko nacquero entrambi nella prefettura di Toyama e frequentarono insieme le scuole primarie, dove entrambi appresero di avere una passione per il disegno. Negli anni successivi i due iniziarono a pubblicare separatamente i loro lavori presso vari editori, fino a giungere alla loro prima opera comune: Utopia, saigo no sekai taisen : tenshi no tama-chan (最後の世界大戦 : 天使の玉ちゃん?), pubblicata nel 1952 su Mainichi Shougakusei Shinbun.
Nel 1954 il duo si trasferì a Tokyo per specializzarsi nel disegno e formò, insieme al mangaka Hirō Terada, il Nuovo gruppo manga (新漫画党?, Shin Manga-to); tra il 1964 e il 1973 il duo collaborò per la realizzazione di Obake no Q-tarō. Contemporaneamente, Abiko iniziò a lavorare su due ulteriori progetti: Nino, il mio amico ninja e Carletto, il principe dei mostri; Fujimoto preferì invece specializzarsi nei lavori diretti ai bambini più piccoli, tra cui Superkid, eroe bambino e – a partire dal 1º dicembre 1969 – Doraemon, opera che riscosse un particolare successo e che giunse a essere definita per il Giappone un'istituzione nazionale.
Nel 1987 il gruppo decise di sciogliersi, per potersi concentrare al meglio su progetti specifici; i due rimasero comunque stretti amici, fino alla morte di Fujimoto, avvenuta il 23 settembre 1996 per un tumore al fegato, non riuscendo così a concludere Doraemon, tuttavia la casa editrice ha dato un finale al manga, in cui Nobita sposa Shizuka e Doraemon torna nel futuro. Il 19 febbraio 2006 TV Asahi ha trasmesso un documentario ricapitolante l'intera storia del gruppo Fujiko Fujio. Diversi anni dopo,  il 7 aprile 2022, morì anche Motoo Abiko nella sua casa situata nella prefettura di Kanagawa a sud di Tokyo, probabilmente a causa di un malore dopo essere stato visto svenire da un vicino di casa che ha chiamato le autorità locali che, una volta arrivate, non hanno potuto fare altro che constatarne il decesso, seppur si siano svolte indagini per determinarne la causa non sono stati trovati segni di violenza sul cadavere che quindi fanno capire che il malore fosse dovuto (in parte) all'anzianità del disegnatore, aveva 88 anni.
Per la precisione, a seconda del nome d'arte usato, si può capire quale dei due artisti ha realizzato un progetto.
- In coppia firmano opere come Fujiko Fujio (藤子不二雄?, Fujiko Fujio)
- il solo Abiko si firma Fujiko Fujio (A) (藤子不二雄Ⓐ?, Fujiko Fujio Ⓐ)
- il solo Fujimoto si firma Fujiko F. Fujio (藤子・F・不二雄?, Fujiko F Fujio), e per un breve periodo dopo la rottura[4], Fujiko Fujio (F) (藤子不二雄Ⓕ?, Fujiko Fujio Ⓕ)

## Opere

### Manga
- Nino, il mio amico ninja (1964 - 1968)
- Obake no Q-tarō (1964 - 1973)
- Carletto il principe dei mostri (1965 - 1969)
- 21 emon (1968 - 1969)
- Warau Salesman (1968 - 1971)
- Superkid eroe bambino (1968 - 1986)
- Ume-boshi Denka (1969)
- Moja-kō (1969 - 1970)
- Doraemon (1969 - 1996)
- Matarō ga Kuru!! (1972 - 1975)
- Pro Golfer Saru (1974 - 1980)
- Shadow Shōkai Henkirō (1976 - 1977)
- Martina e il campanello misterioso (1977 - 1978)
- Manga-michi (1977 - 1982)
- Shōnen Jidai (1978 - 1979)
- Ultra B (1984 - 1989)
- Chimpui (1985 - 1991)
- Kiteretsu daihyakka (1988 - 1994)
- Parasol Henbee (1991)